# دهایداوت (پنسیلوانیا)
دهایداوت (به انگلیسی: The Hideout) یک منطقهٔ مسکونی در ایالات متحده آمریکا است که در پنسیلوانیا واقع شده‌است. دهایداوت ۳٬۰۱۳ نفر جمعیت دارد.